# Archiprezbiterat Aveiro
Archiprezbiterat Aveiro − jeden z 10 wikariatów diecezji Aveiro, składający się z 13 parafii:
- Parafia św. Piotra w Aradas
- Parafia św. Bernarda w Aveiro
- Parafia Matki Bożej Łaskawej w Aveiro
- Parafia w Cacia
- Parafia św. Eulalii w Eirol
- Parafia św. Izydora z Sewilli w Eixo
- Parafia św. Andrzeja w Esgueira
- Parafia w Nariz
- Parafia Matki Bożej Fatimskiej w Nossa Senhora de Fátima
- Parafia w Oliveirinha
- Parafia w Requeixo
- Parafia w Santa Joana
- Parafia w Vera-Cruz